# Wiesenrispenrost
Der Wiesenrispenrost (Puccinia poae-nemoralis) ist eine Ständerpilzart aus der Ordnung der Rostpilze (Pucciniales). Der Pilz ist ein Endoparasit von Gewöhnlicher Berberitze und Berberis jaeschkeana und Süßgräsern der Triben Aveneae und Poeae. Symptome des Befalls durch die Art sind Rostflecken und Pusteln auf den Blattoberflächen der Wirtspflanzen. Sie ist auf der ganzen Welt verbreitet.

## Merkmale

### Makroskopische Merkmale
Puccinia poae-nemoralis ist mit bloßem Auge nur anhand der auf der Oberfläche des Wirtes hervortretenden Sporenlager zu erkennen. Sie wachsen in Nestern, die als gelbliche bis braune Flecken und Pusteln auf den Blattoberflächen erscheinen.

### Mikroskopische Merkmale
Das Myzel von Puccinia poae-nemoralis wächst wie bei allen Puccinia-Arten interzellulär und bildet Saugfäden, die in das Speichergewebe des Wirtes wachsen. Die Aecien der Art wachsen lokal auf Berberitzen, ihre Aeciosporen sind warzig und 20–27 × 19–23 µm groß. Die gelblichen bis gelbbraunen Uredien des Pilzes wachsen überwiegend auf den oberseitigen Blattoberflächen der Wirtspflanze und besitzen zahlreiche Paraphysen. Ihre hell goldenen bis hyalinen Uredosporen sind breit ellipsoid bis breit eiförmig, 22–27 × 18–23 µm groß und dicht stachelwarzig. Die meist blattunterseitig wachsenden Telien der Art sind schwärzlich und bedeckt, sie besitzen bräunliche Paraphysen. Die goldenen bis haselnussbraunen Teliosporen sind zweizellig, in der Regel lang eiförmig bis keulenförmig und 35–50 × 17–23 µm groß; ihre Stiele sind bräunlich und bis zu 15 µm lang.

## Verbreitung
Das bekannte Verbreitungsgebiet von Puccinia poae-nemoralis umfasst die gemäßigten Regionen der ganzen Welt.

## Ökologie
Die Wirtspflanzen von Puccinia poae-nemoralis sind Berberis jaeschkeana und  Gewöhnliche Berberitze (Berberis vulgaris) für den Haplonten, Süßgräser der Triben Aveneae und Poeae für den Dikaryonten, vor allem aus den Gattungen Poa, Agrostis, Alopecurus, Anthoxanthum, Festuca, Lolium, Phleum und Trisetum. In Mitteleuropa befällt er häufig die Wiesenrispe (Poa pratensis) und verwandte Arten. Der Pilz ernährt sich von den im Speichergewebe der Pflanzen vorhandenen Nährstoffen, seine Sporenlager brechen später durch die Blattoberfläche und setzen Sporen frei. Die Art verfügt über einen Entwicklungszyklus mit Aecien, Spermogonien, Telien und Uredien und macht einen Wirtswechsel durch.

## Systematik
Der Wiesenrispenrost wurde erstmals 1861 von Gustav Heinrich Otth wissenschaftlich beschrieben. Er wird teilweise als Varietät zu Puccinia brachypodii betrachtet.